# Буррио, Николя
Николя Буррио (фр. Nicolas Bourriaud; род. 1965) — французский куратор, искусствовед и художественный критик.
Дебютировал в середине 1980-х гг. публикациями в таких журналах, как «art press», «Opus international», «New Art International», «Artstudio». В 1987—1995 гг. парижский корреспондент журнала «Flash Art», с 1989 г. сотрудничал также с «Beaux Arts magazine». Выступил как соучредитель и соредактор журналов Documents sur l’art (1992—2000), «Revue Perpendiculaire» (1995—1999), «Stream» (с 2008 года).
В 1990 г. дебютировал как куратор на Венецианской биеннале (проект «Unmoving Short Movies»), в дальнейшем готовил выставки в различных художественных центрах Франции, США, Швейцарии, Греции и др. В 2000—2006 гг. содиректор музея современного искусства в Токийском дворце в Париже. В 2007—2009 гг. куратор современного искусства в художественном центре Тейт Британия. В январе 2010 г. вернулся в Париж, работал в Министерстве культуры Франции. С октября 2011 г. директор Национальной высшей школы изящных искусств.
В 1995 г. в одной из статей предложил термин «искусство взаимоотношений», в развёрнутом виде изложил эту концепцию в монографии «Эстетика взаимоотношений» (англ. Relational Aesthetics; 1997, английский перевод 2002), развивая этот круг идей в последующих книгах «Формы жизни. Современное искусство и изобретение себя» (фр. Formes de vie. L’art moderne et l’invention de soi; 1999) и «Postproduction» (2001). 
Является автором концепции Альтермодерн. Идеи Альтермодерна были практически реализованы на одноименной выставке, а также в книге "The Radicant". 
В своих работах Буррио ссылается на работы таких художников, как Риркрит Тиравания, Филипп Паррено, Доминик Гонсалес-Форстер, Карстена Хеллера и некоторых других. 

#### На английском языке
1. Playlist. Paris: Palais de Tokyo: Editions cercle d'art, 2004.
2. Relational Aesthetics. Paris: Presses du réel, 2002.
3. Postproduction: Culture as Screenplay: How Art Reprograms the World. New York: Lukas & Sternberg, 2002.
4. Touch: Relational Art from the 1990s to Now. San Francisco: San Francisco Art Institute, 2002.
5. Formes de vie. L’art moderne et l’invention de soi. Paris: Editions Denoël, 1999.
6. The Radicant , Sternberg Press, 2009.
7. Radikant. Berlin: Merve, 2009.
8. Altermodern. Tate, 2009.
9. La Exforma. Buenos Aires: Adriana Hidalgo Editora, 2015.
10. The Exform. Brooklyn, NY: Verso, 2016.
11. Inclusions. Aesthetics of the Capitalocene. Sternberg Press, 2022.

#### На русском языке
1. Николя Буррио. Реляционная эстетика. Постпродукция. М.: Ад Маргинем Пресс, Музей «Гараж», 2016

## Кураторские выставки
1. Courts Métrages Immobiles, Венецианская биеннале, 1990
2. Aperto '93, Венецианская биеннале, 1993
3. Commerce, Espace St Nicolas, Paris, 1994
4. Traffic, Capc Bordeaux, 1996.
5. Joint Ventures, Basilico Gallery, New York, 1996.
6. Le Capital, CRAC Sète, 1999
7. Contacts, Kunsthalle Fri-Art, Fribourg, Switzerland, 2000
8. Négociations, CRAC, Sète, 2000
9. Touch, San Francisco Art Institute, 2002
10. GNS (Global Navigation System), Palais de Tokyo, Paris, 2003
11. Playlist, Palais de Tokyo, Paris, 2004
12. Notre Histoire, Palais de Tokyo, Paris, 2006
13. Московская биеннале, 2005 and 2007
14. Estratos, Murcia, 2008
15. The Tate Triennial 2009: Altermodern, Британская галерея Тейт, London, 2009
16. "Athens Biennial 2011 : Monodrome"
17. The Angel of history", Palais des Beaux-arts, Paris, 2013
18. "Cookbook", Palais des Beaux-arts, Paris, 2013
19. Taipei Biennial 2014, "The Great acceleration"
20. Kaunas Biennial 2015, "Threads : a fantasmagoria about distance"